# Echinotropis
Echinotropis är ett släkte av insekter. Echinotropis ingår i familjen Pamphagidae.
Kladogram enligt Catalogue of Life:
| Echinotropis | \| \| Echinotropis horrida \| \| \| \| \| \| Echinotropis karasensis \| \| \| \| |
|              | \| \| Echinotropis horrida \| \| \| \| \| \| Echinotropis karasensis \| \| \| \| |
|              | Echinotropis horrida                                                             |
|              |                                                                                  |
|              | Echinotropis karasensis                                                          |
|              |                                                                                  |